# Vertrag von Moultrie Creek

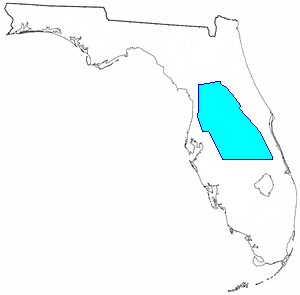
Das durch den Vertrag von Moultrie Creek den Seminolen zugewiesene Gebiet in Zentral-Florida

Der Vertrag von Moultrie Creek  war eine Vereinbarung, welche im Jahr 1823 zwischen der Regierung der Vereinigten Staaten und einigen Häuptlingen der Seminolen im heutigen Florida geschlossen wurde. Die Vereinigten Staaten hatten Florida 1821 im Rahmen des Adams-Onís Vertrages von Spanien erworben. 1823 beschloss die Regierung des Florida-Territoriums die Seminolen in ein Reservat im Zentrum der Halbinsel Florida umzusiedeln.
Ein Treffen, um den Vertrag auszuhandeln, wurde für Anfang September 1823 am Moultrie Creek, südlich von St. Augustine geplant. Über 425 Seminolen nahmen an der Versammlung teil, als Verhandlungsführer der Seminolen wurde der Mikasuki-Häuptling Neamathla gewählt. Nach den Bestimmungen des Vertrages waren die Seminolen gezwungen, sich unter den Schutz der Vereinigten Staaten zu stellen. Eine  weitere Bestimmung lautete, dass die Indianer auf alle Ansprüche auf ihre Länder verzichteten und in ein Reservat von 4 Millionen Acres (16.000 km²) ziehen sollten. Das Reservat befand sich im mittleren Teil von Florida. Die nördliche Grenze befand sich nördlich des heutigen Ocala. Südlich verlief die Grenze auf einer Linie südlich der Tampa-Bays. Die West und Ostgrenze des Reservats lagen abgeschnitten von den Küsten im Inland. Ein Kontakt zwischen den Seminolen und Händlern von Kuba und den Bahamas sollte dadurch vermieden werden. Neamathla und fünf andere Häuptlinge durften ihre Dörfer entlang des Apalachicola Flusses behalten.
In dem Vertrag von Moultrie Creek wurde die US-Regierung verpflichtet die Seminolen zu beschützen, solange diese friedlich und gesetzestreu waren. Die Regierung sollte landwirtschaftliche Geräte, Rinder und Schweine an die Seminolen liefern, sie für die Übersiedelung und die damit verbundenen Verluste entschädigen und den Seminolen eine Jahresration an Proviant zur Verfügung stellen, bis die Seminolen sich durch ihre erste Ernte selbst erhalten konnten. Die Regierung sollte außerdem den Seminolen 20 Jahre lang jährlich 5000 $ zahlen und außerdem 20 Jahre lang den Unterhalt für einen Übersetzer, eine Schule und einen Schmied begleichen. Im Gegenzug mussten die Seminolen dem Bau von Straßen durch ihr Reservat zustimmen und mussten jeden Flüchtling oder entlaufenen Sklaven, den sie aufgriffen, der Gerichtsbarkeit der USA aushändigen.